# 9819 Sangerhausen
A 9819 Sangerhausen (ideiglenes jelöléssel 2172 T-1) a Naprendszer kisbolygóövében található aszteroida. Cornelis Johannes van Houten, Ingrid van Houten-Groeneveld és Tom Gehrels fedezte fel 1971. március 25-én.